# Lavoratore sessuale

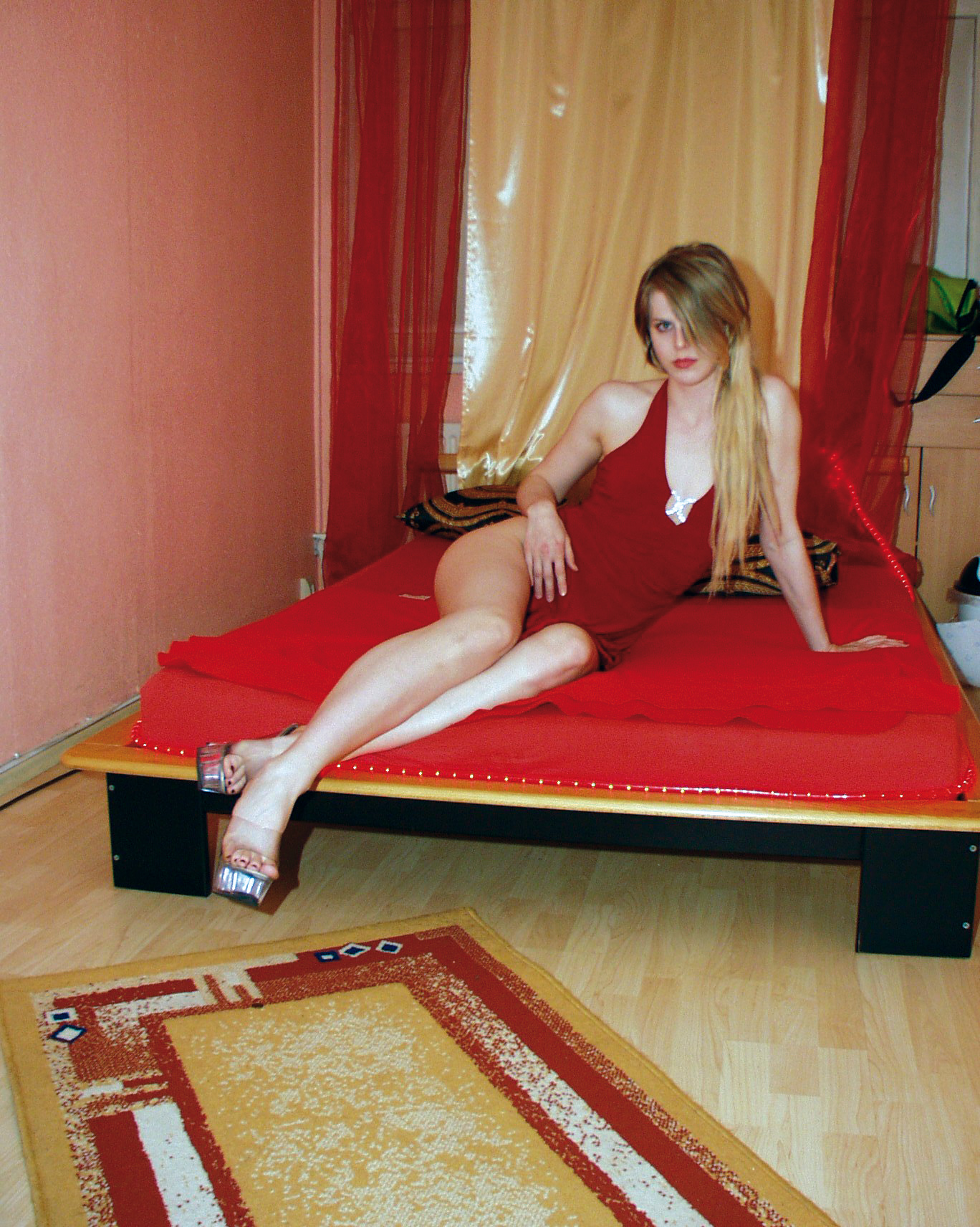
Una lavoratrice del sesso tedesca in un bordello

Un lavoratore sessuale o lavoratore del sesso è una persona che fornisce una prestazione sessuale, su base regolare o occasionale, in cambio di denaro. Il termine è utilizzato in riferimento a coloro che lavorano in tutti i settori dell'industria del sesso e quindi anche la pornografia.
Secondo un punto di vista, il lavoro sessuale è diverso dallo sfruttamento sessuale, ovvero dalla costrizione di una persona a commettere atti sessuali, in quanto il lavoro sessuale è volontario «ed è visto come lo scambio commerciale di sesso in cambio di denaro o beni».